# 布施広
布施 広（ふせ ひろし、1953年 - ）は、日本のジャーナリスト。毎日新聞記者。

## 経歴
新潟県東頸城郡大島村（現・上越市大島区）生まれ。1972年新潟県立高田高等学校卒業、1978年、京都大学文学部仏文科を卒業し、毎日新聞社に入社。1989年にカイロ特派員になり1991年の湾岸戦争など取材。1995年イスラエル・ヘブライ大学のトルーマン研究所に留学（客員研究員）、1998年からワシントン特派員、北米総局長として米同時多発テロなど取材。2002年に帰国し政治部編集委員。2004年10月に論説委員。論説副委員長などを経て2013年現在、論説室専門編集委員（Senior Editorial Writer）。2011年、2012年の両方、外務省主催「国際ジャーナリスト会議」の議長を務めた。日本アラブ協会の機関紙「季刊アラブ」の編集長としての肩書も持つ。
ジャーナリズム以外の活動として、2006年より東京工業大学で非常勤講師（現代史）を務める。

## 主な著作
- 『アラブの怨念』（新潮文庫、2001年）ISBN 978-4101337319
- 『民主帝国‐アメリカの実像に迫る』（取材班共著、毎日新聞社、2003年）ISBN 978-4620316574